# Lydia Hayward
Lydia Hayward (Sheffield, 1879 — Londres, 3 de junho de 1945) foi uma roteirista e atriz britânica que trabalhou em mais de trinta roteiros entre 1920 e 1942. Foi particularmente ativa durante a década de 1920. Hayward tem sido destacada por vários dos sofisticados filmes de comédia que ela escreveu para durante a década. Foi casada com o diretor Manning Haynes, com quem colaborou frequentemente, assim como o ator australiano William Freshman.

## Filmografia selecionada
- Pillars of Society (1920)
- Three Men in a Boat (1920)
- Not for Sale (1924)
- We Women (1925)
- Confessions (1925)
- The Gold Cure (1925)
- Carry On (1927)
- Passion Island (1927)
- Somehow Good (1927)
- The Ware Case (1928)
- A Peep Behind the Scenes (1929)
- Bitter Sweet (1933)
- The Missing People (1940)
- You Will Remember (1941)
- Hard Steel (1942)